# Mauretanien i olympiska sommarspelen 1992
Mauretanien deltog i de olympiska sommarspelen 1992 med en trupp bestående av sex deltagare, men ingen av landets deltagare erövrade någon medalj.

## Friidrott
Herrarnas 100 meter
- Noureddine Ould Ménira
  - Heat — 11,22 (→ gick inte vidare, 70:e plats)

Herrarnas 200 meter
- Boubout Dieng

Herrarnas 400 meter
- Samba Fall

Herrarnas 800 meter
- Chérif Baba Aidara

Herrarnas 10 000 meter
- Mohamedou Sid'Ahmed
  - Heat — fullföljde inte (→ ingen placering)

Herrarnas maraton
- Khalifa Mohamed Ould — fullföljde inte (→ ingen placering)